# Hennie Schaper
Hennie Schaper (Den Ham, 1927 - Almelo, 2013) was een Nederlands schaker.
Hij speelde als bordschaker in de Twentse Schaakbond in de jaren vijftig. In de jaren negentig legde hij zich toe op correspondentieschaak. Van 1998 tot 1999 speelde hij mee in de NBC-kampioensgroep en hij eindigde als eerste. Schaper was dus kampioen ICCF van Nederland.